# Acryptolaria gracilis
Acryptolaria gracilis är en nässeldjursart som först beskrevs av George James Allman 1888.  Acryptolaria gracilis ingår i släktet Acryptolaria och familjen Lafoeidae. Inga underarter finns listade i Catalogue of Life.